# Шпилька (поворот)

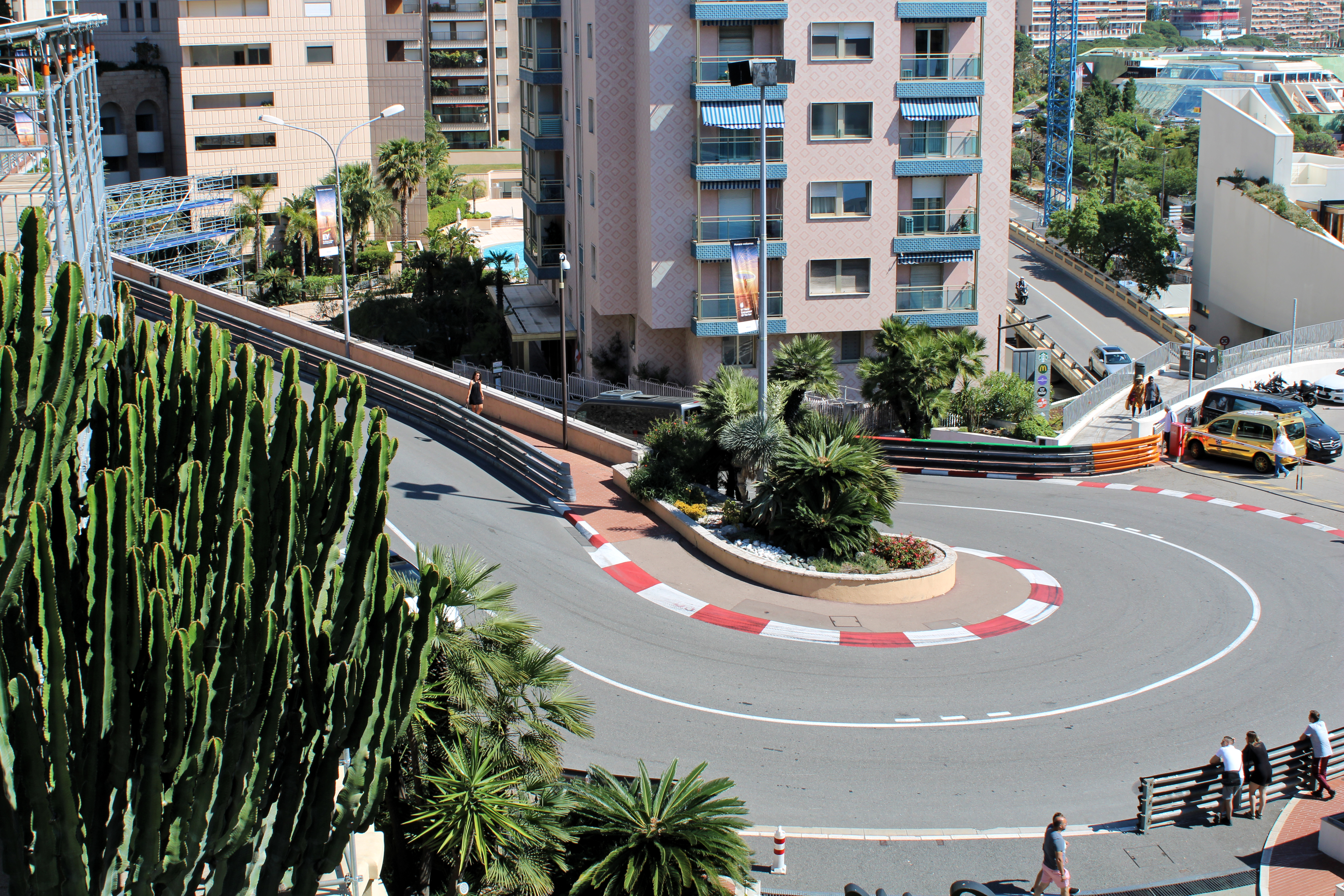
"Шпилька" на трассе Формулы-1 в Монако

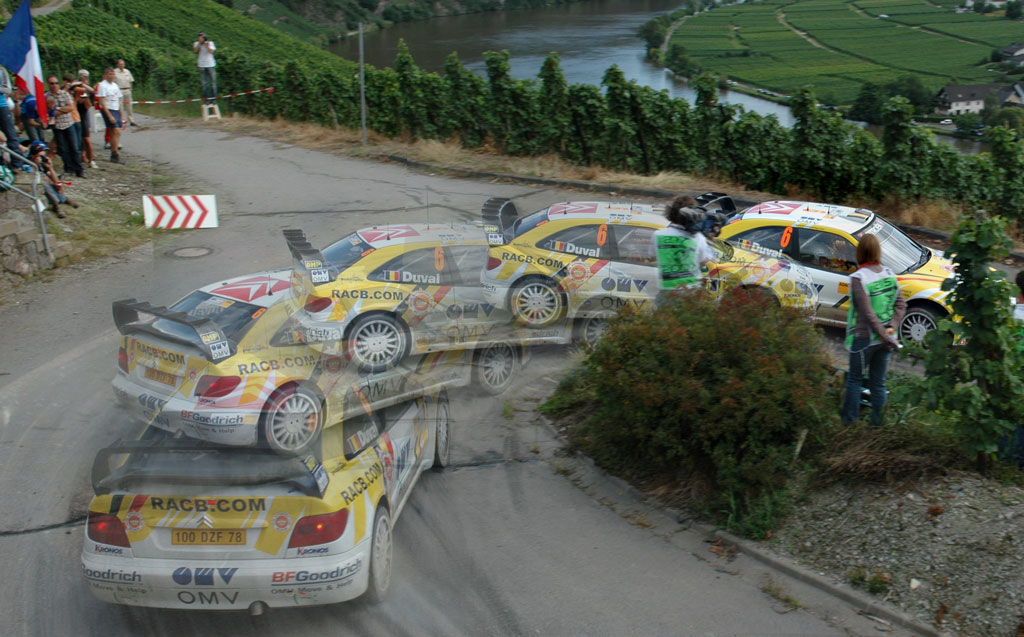
Прохождение шпильки спортивным автомобилем

Шпилька — тип поворота в автоспорте, когда после длинной прямой на коротком участке трассы спортивные автомобили резко поворачивают на 180 или чуть менее градусов, и после которого также следует прямая часть трассы. Такой тип поворотов предполагает сильное торможение перед ним и проходится на низких скоростях.
Данный тип поворотов встречается чаще всего на автогонках с очень высокими скоростями, так как тогда зрителям интересно наблюдать процесс торможения автомобиля после длинной прямой. Особенно часто данный поворот встречается на трассах Формула-1.